# Copelatus scutatus
Copelatus scutatus är en skalbaggsart som beskrevs av Guignot 1952. Copelatus scutatus ingår i släktet Copelatus och familjen dykare. Inga underarter finns listade i Catalogue of Life.